# Таловая Балка
Таловая Балка (укр. Талова Балка; Чумпалова) — село в Светловодской городской общине Александрийского района Кировоградской области Украины. Расположено на реке Обломеевка.
Население по переписи 2001 года составляло 229 человек. Почтовый индекс — 27543. Телефонный код — 5236. Код КОАТУУ — 3525285803.

## История
До 7 марта 1923 года было центром Таловобалковской волости Александрийского уезда. В 1923 году вошло в состав Новогеоргиевского района (с 1969 года — Светловодский), частью которого было до 2020 года.

## Население
| 2001 |
| ---- |
| 229  |

## Известные уроженцы, жители
- Федорус, Григорий Аврамович (1909—1991) — советский учёный в области физики и техники полупроводников.

## Инфраструктура
Личное подсобное хозяйство с зоной сельскохозяйственного использования, индивидуальная застройка усадебного типа.
Основа экономики — сельское хозяйство.

## Транспорт
Село доступно автотранспортом.  

## Галерея

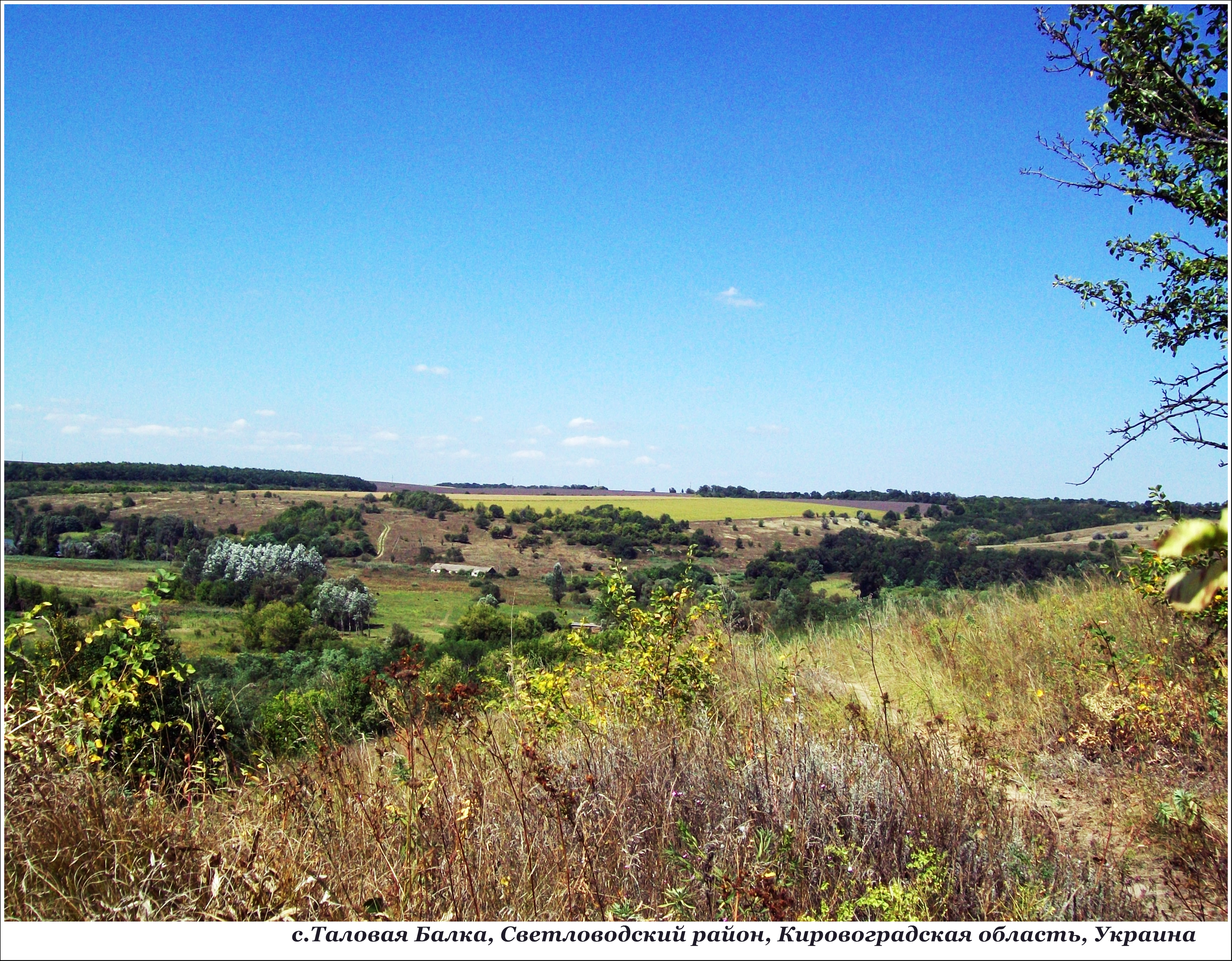
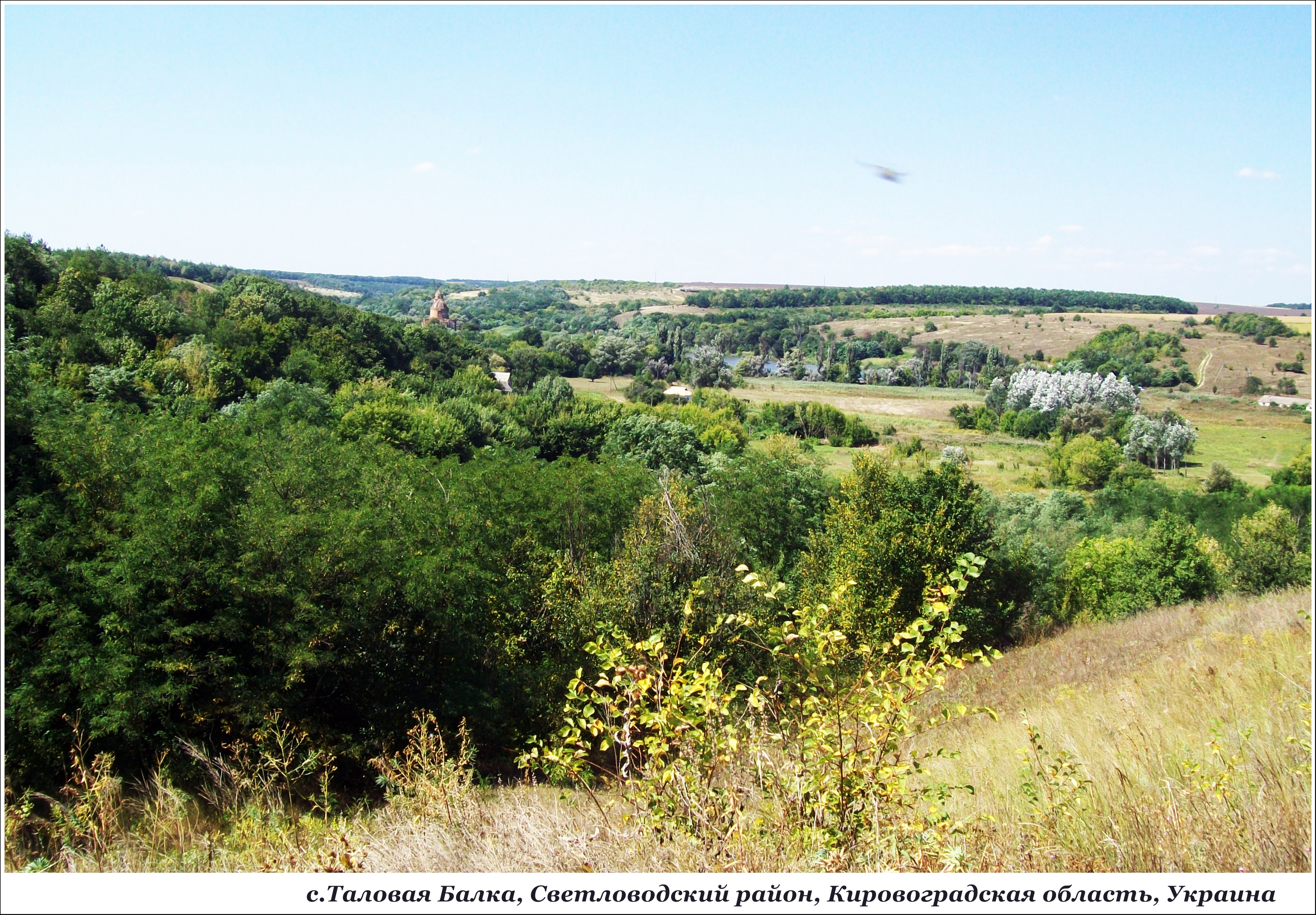
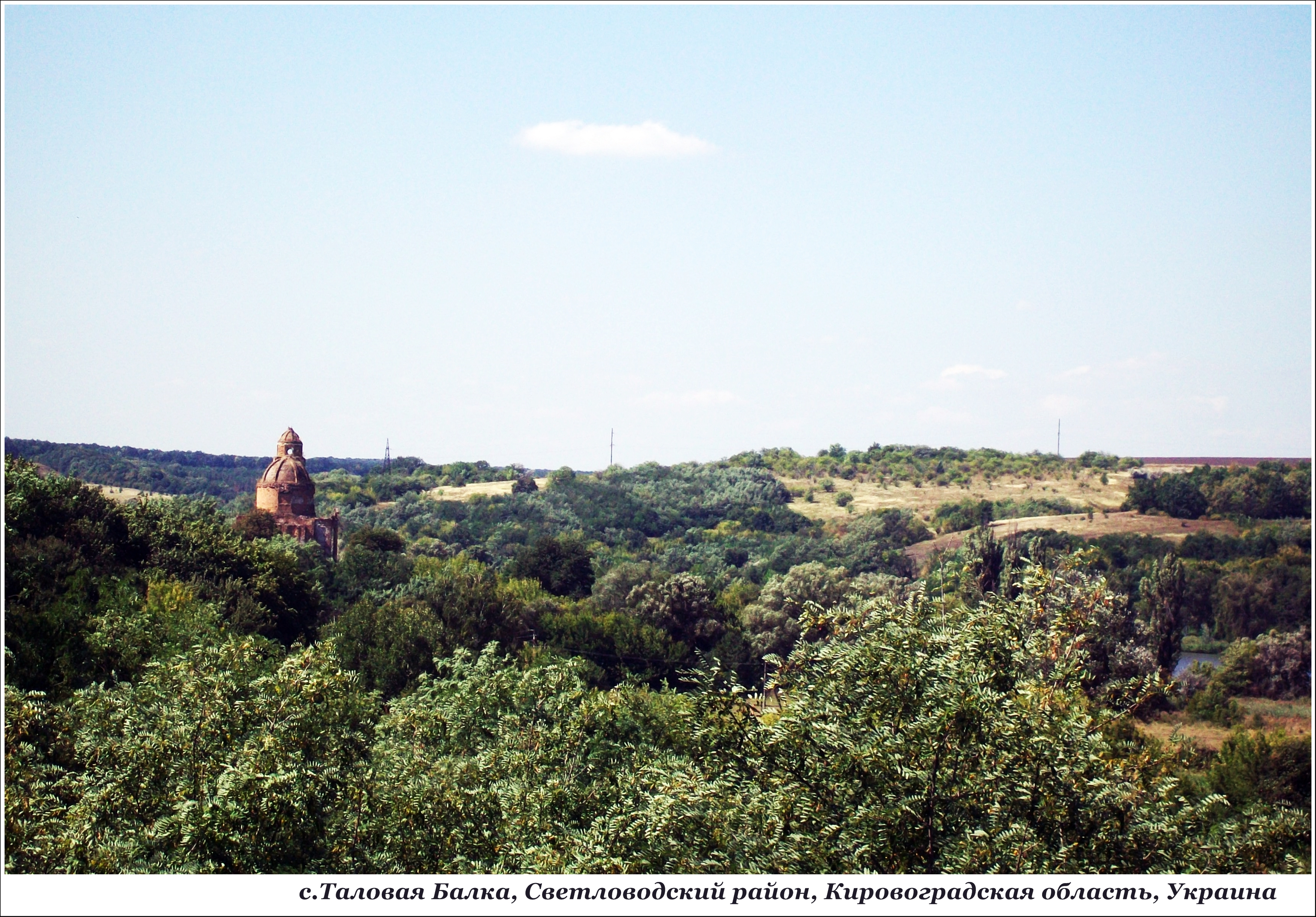
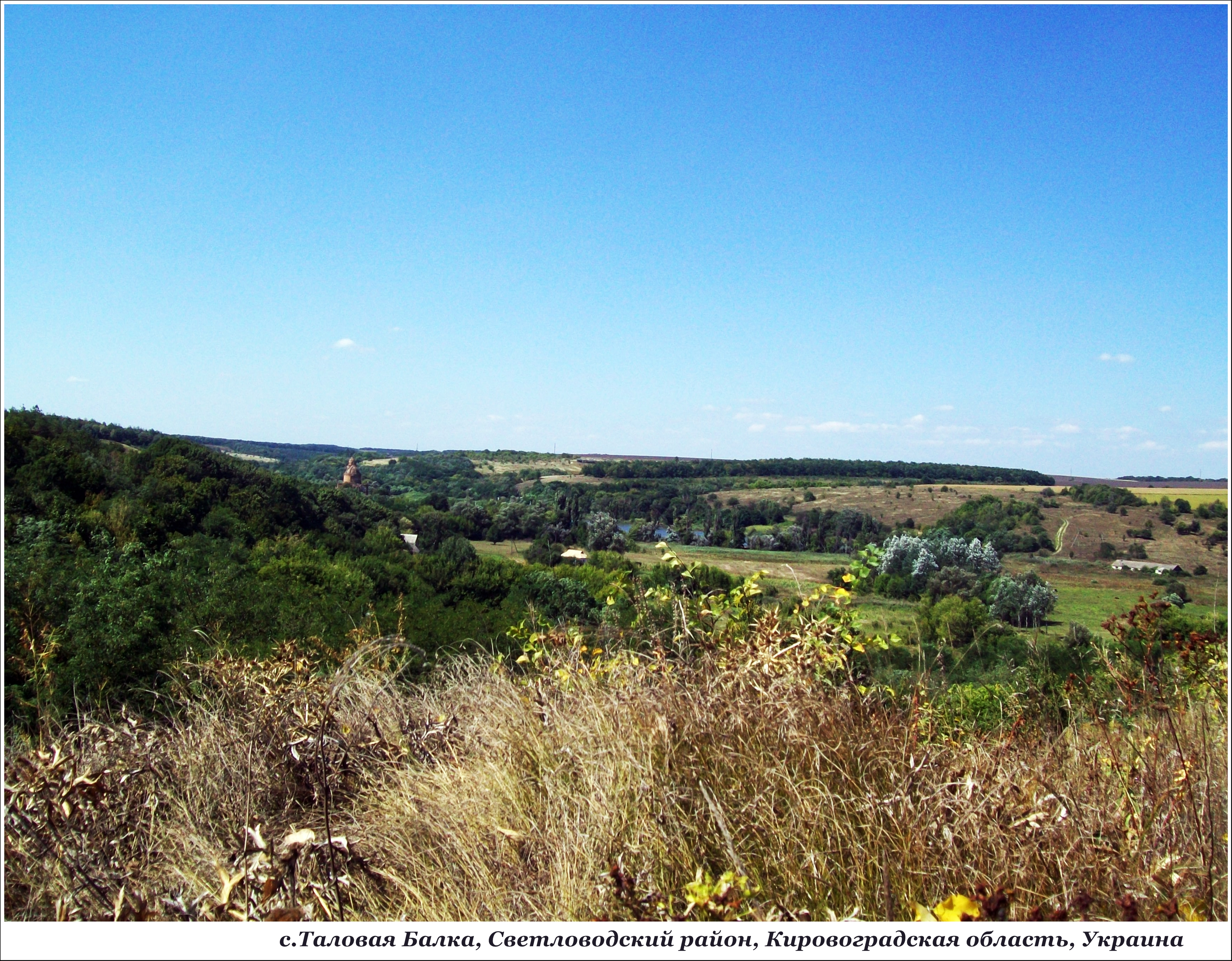
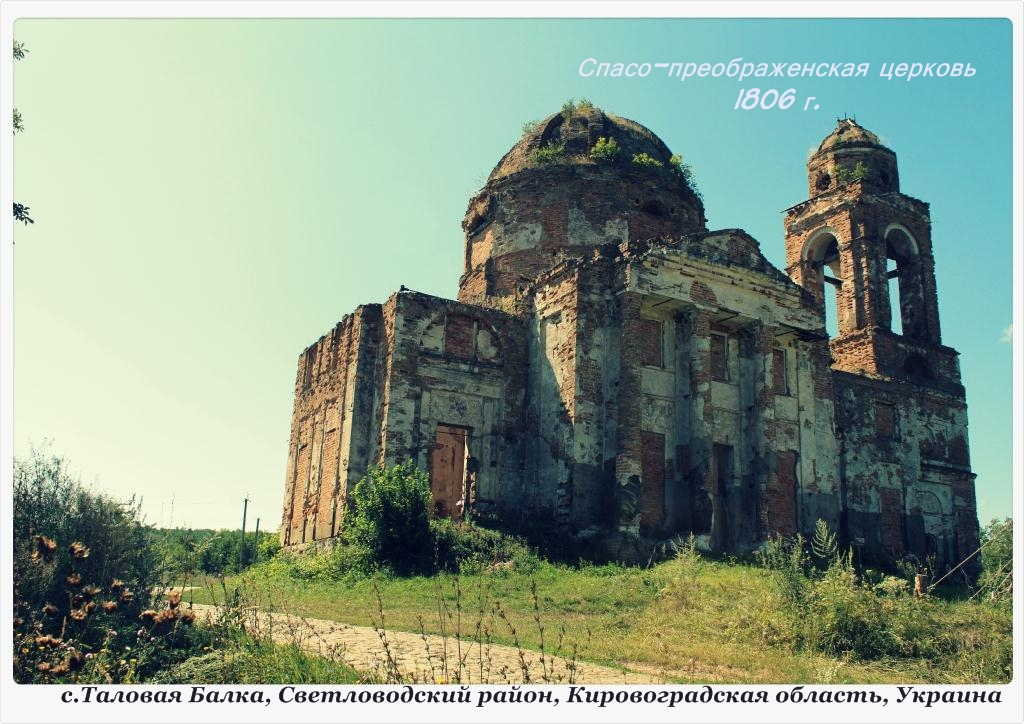
Спасо-Преображенская церковь